# Ричфілд (Північна Кароліна)
Ричфілд (англ. Richfield) — місто (англ. town) в США, в окрузі Стенлі штату Північна Кароліна. Населення — 582 особи (2020).

## Географія
Ричфілд розташований за координатами 35°28′17″ пн. ш. 80°15′23″ зх. д. / 35.47139° пн. ш. 80.25639° зх. д. (35.471409, -80.256414).  За даними Бюро перепису населення США в 2010 році місто мало площу 5,87 км², з яких 5,82 км² — суходіл та 0,05 км² — водойми.

## Демографія
Згідно з переписом 2010 року, у місті мешкало 613 осіб у 227 домогосподарствах у складі 172 родин. Густота населення становила 105 осіб/км².  Було 258 помешкань (44/км²).
Расовий склад населення:
| - 82,5 % — білих - 8,8 % — чорних або афроамериканців - 5,4 % — азіатів - 1,3 % — корінних американців |

До двох чи більше рас належало 1,3 %. Частка іспаномовних становила 0,7 % від усіх жителів.
За віковим діапазоном населення розподілялося таким чином: 24,0 % — особи молодші 18 років, 64,7 % — особи у віці 18—64 років, 11,3 % — особи у віці 65 років та старші. Медіана віку мешканця становила 37,4 року. На 100 осіб жіночої статі у місті припадало 103,7 чоловіків;  на 100 жінок у віці від 18 років та старших — 98,3 чоловіків також старших 18 років.
Середній дохід на одне домашнє господарство  становив 48 103 долари США (медіана — 41 667), а середній дохід на одну сім'ю — 59 161 долар (медіана — 49 688). За межею бідності перебувало 11,2 % осіб, у тому числі 8,4 % дітей у віці до 18 років та 13,4 % осіб у віці 65 років та старших.
Цивільне працевлаштоване населення становило 310 осіб. Основні галузі зайнятості: освіта, охорона здоров'я та соціальна допомога — 19,0 %, мистецтво, розваги та відпочинок — 15,5 %, виробництво — 14,8 %.